# 우리집 (드라마)
《우리집》은 MBC에서 2001년 11월 9일부터 2002년 3월 29일까지 매주 금요일에 방영되었던 단막극 형식의 드라마이다. 각기 성격이 다른 3남매를 중심으로 이들의 학교 생활과 사회 생활, 그리고 사랑 이야기를 그렸다.
다만, 특정 기획사 스타들의 '무더기 출연'으로 도마에 오른 데 이어 10%대에 못 미치는 시청률로 고전을 면치 못하자 20회 만에 막을 내렸다.

## 등장 인물

### 우리 가족
- 김재원 : 한우리 역. 둘째
- 김래원 : 이영훈 역(13회~). 만수가 모시던 중대장의 아들
- 주현 : 한만수 역. 삼남매의 아버지, 사설경비업체 팀장
- 박원숙 : 조은자 역. 삼남매의 어머니
- 사미자 : 삼남매의 할머니 역
- 박솔미 : 한하나 역. 첫째
- 이현균 : 한겨레 역. 막내

### 태실 가족
- 김형자 : 배동숙 역. 은자의 여고동창
- 김효진 : 강태실 역. 동숙의 딸

### 우리 학교
- 유민 : 정다인 역 (목소리 : 박소정). 우리의 여자친구
- 윤기원 : 최범수 역. 우리의 선배
- 김승민 : 조재환 역. 우리의 친구
- 김동현 : 김종인 역. 우리의 친구

### 그밖의 주변 인물
- 김형종
- MIX
- 최준용 : 조상룡 역. 만수의 해병대 후배로 사설경비업체 대원
- 김강우 : 사설경비업체 대원
- 이지수
- 나영석
- 장신영 : 영지 역. 겨레의 여자친구
- 이민재
- 이정민
- 손민경
- 박정숙
- 양지선
- 김진이
- 이찬영
- 한미진
- 박형선
- 김형범
- 차주옥 : 태실 엄마와 길거리 싸움한 여자
- 최범호 : 태실 엄마와 길거리 싸움한 여자의 남편
- 방양희
- 서춘화
- 강보라
- 신동미
- 최자혜
- 김신일
- 정승재
- 염재욱
- 오협
- 양현태
- 이영미
- 이경미
- 조명진
- 안운호
- 장희수
- 이미숙
- 전익령

### 특별 출연
- 김영옥 : 3회, 사설경비업체 고객으로 적적함을 달래려 대원들 출동하게 만드는 할머니
- 이정길 : 3회, 허영찬 역. 우리 부모 고교동창
- 임현식 : 3회, 우리 부모 고교동창
- 조양자 : 3회, 우리 부모 고교동창
- 김인권 : 8회, 태실의 소개팅남

### 우정 출연
- 정재욱 : 6회
- 한스밴드 : 7회
- 이근희 : 18회, 교수 역

## 회차별 부제
| 회차   | 방송일           | 부제                       |
| ------ | ---------------- | -------------------------- |
| 제1회  | 2001년 11월 9일  | 아빠, 사랑해요             |
| 제2회  | 2001년 11월 16일 | 우리, 사랑에 빠지다        |
| 제3회  | 2001년 11월 23일 | 첫 사랑                    |
| 제4회  | 2001년 11월 30일 | 아들의 연인                |
| 제5회  | 2001년 12월 7일  | 맨 처음 고백               |
| 제6회  | 2001년 12월 21일 | 크리스마스 손님            |
| 제7회  | 2001년 12월 28일 | 아름다운 사람들            |
| 제8회  | 2002년 1월 4일   | 첫 키스                    |
| 제9회  | 2002년 1월 11일  | 어머니는 여자, 아들은 남자 |
| 제10회 | 2002년 1월 18일  | 금요일의 약속              |
| 제11회 | 2002년 1월 25일  | 비밀과 거짓말              |
| 제12회 | 2002년 2월 1일   | 3일간의 만남               |
| 제13회 | 2002년 2월 8일   | 나쁜 남자                  |
| 제14회 | 2002년 2월 15일  | 폭탄선언                   |
| 제15회 | 2002년 2월 22일  | 첫날 밤                    |
| 제16회 | 2002년 3월 1일   | 태실, 고백하다!            |
| 제17회 | 2002년 3월 8일   | 그들의 포옹                |
| 제18회 | 2002년 3월 15일  | 열병(熱病)                 |
| 제19회 | 2002년 3월 22일  | 슬픈 인연                  |
| 제20회 | 2002년 3월 29일  | 우리들의 천국              |

## 같이 보기
- 대한민국의 텔레비전 드라마